# قلعة آبنور
قلعة آبنور (بالإنجليزية: Upnor Castle)‏ هي حصن دفاعي من الطراز الإليزابيثي، تقع على الضفة الغربية لنهر ميدواي في كِنت. وموجودة في قرية آبنور الواقعة قبالة وعلى مسافة قصيرة من أسفل نهر تشاتم دوكيارد، كانت القلعة في وقت من الأوقات منشأة بحرية رئيسة، وكان القصد من بنائها حماية كل من حوض بناء السفن، والسفن التابعة للبحرية الملكية الراسية في ميدواي. أنشئ الحصن بين عامي 1567-1559 بأوامر من الملكة إليزابيث الأولى، خلال فترة من التوتر مع إسبانيا والقوى الأوروبية الأخرى. تتكون القلعة من مبنى رئيس بطابقين محصنين بجدار ساتر وأبراج، مع مصطبة مدفع مثلثة الشكل ضمن النهر. رابط في القلعة نحو 80 جنديًا، بذخيرة تصل إلى نحو 20 مدفع من مختلف العيارات.
على الرغم من أهمية القلعة الاستراتيجية، إلا أنها أُهملت كثيرًا هي ودفاعات نهر التايمز وميدواي خلال القرن السابع عشر. شنت الجمهورية الهولندية غارة بحرية غير متوقعة في يونيو من عام 1667، وتمكن الأسطول الهولندي من اختراق الدفاعات والاستيلاء على سفينتين حربيتين وحرق أخريات في مرسى نهر تشاتم، في واحدة من أسوأ الهزائم التي تكبدتها البحرية الملكية. أبلت قلعة آبنور بلاءً حسنًا أفضل من العديد من المواقع الدفاعية الأخرى على طول ضفة ميدواي العليا، بالرغم من افتقارها إلى التزود بالتجهيزات. أجبرت نيران المدفعية المنطلقة من الحصن ومن المواقع المجاورة، هولندا على الانسحاب بعد يومين، قبل أن تتمكن القوات الهولندية أخيرًا من حرق حوض بناء السفن نفسه.
كشفت تلك الغارة نقاط ضعف دفاعات ميدواي، وفقدت القلعة دورها كحصن دفاعي. بُنيت حصون جديدة وأقوى أسفل النهر على مدى القرنين التاليين، لتبلغ ذروتها في بناء الحصون الضخمة الدريئة، ببناء حصن غاريسون بوينت فورت وحصن هوو ودارنت فورتس. أصبحت قلعة آبنور مستودعًا للذخيرة البحرية، وخُزنت فيها كميات كبيرة من البارود والذخيرة والقذائف، وذلك لإعادة تعبئة السفن الحربية التي جاءت إلى تشاتم لإصلاحها وإمدادها من جديد. استمر الاستخدام العسكري للقلعة حتى أواخر عام 1945. افتتحت بعد ذلك للعامة وهي الآن ضمن ملكية هيئة التراث الإنجليزي.

## تاريخ
إن نهر ميدواي هو أحد الروافد الرئيسة لنهر التايمز، يتحد مع مصب نهري على بعد نحو 35 ميلًا (56 كم) شرق لندن. تتعرج روافده العلوية من روتشستر وحتى التقائه مع نهر التايمز في شيرنيس، بين ضفافٍ رملية وطينية على طول نحو 10 أميال (16 كم). تتدفق مياه النهر ببطء دون وجود لتيارات قوية، وهي خالية كذلك من الصخور، بينما تشكل التلال المحيطة احتماءً من الرياح الجنوبية الغربية. جعلت هذه الخصائص الجزء من النهر، أسفل جسر روتشستر، مرسىً مرغوبًا للسفن الكبيرة، حيث يمكن أن ترسو بأمان وتتوقف من أجل الإصلاحات. بالإضافة إلى أن إشكالات الملاحة ضمن القناة، كانت سببًا في توفير مزايا دفاعية.
خلال عهد هنري الثامن، أصبح الجزء العلوي من نهر ميدواي تدريجيًا، المرسى الرئيس لسفن البحرية الملكية عندما كانت «خارج الخدمة» للإصلاح أو الصيانة. عادة ما كانت السفن تُجرد من أشرعتها ومعداتها في هذه الحالة، وبالتالي تُغتنم الفرصة لتجديدها وإصلاحها. بنيت مخازن ومرافق خدمة في مدينتي ميداوي في جيلينجهام وتشاتم، والتي أصبحت في النهاية مركزًا لحوض بناء السفن في تشاتم. بحلول الوقت الذي تولت فيه الملكة إليزابيث الأولى الحكم في عام 1558، استخدم معظم الأسطول الملكي هذا الجزء من ميداوي المعروف باسم روافد تشاتم وجيلينجهام، كمرسىً للسفن.
بالرغم من الدفاع عن نهر التايمز ضد الهجوم البحري منذ عهد هنري الثامن، وذلك ببناء خمسة حصون صغيرة كجزء من سلسلة ديفايس فورتس للدفاعات الساحلية، إلا أنه لم يكن هناك مكافئ آخر على ميدواي. وجدت قلعتان من العصور الوسطى - قلعة روتشستر وقلعة كوين بورو- على طول الضفة الجنوبية للنهر، لكن كان القصد من كليهما الدفاع عن المنافذ البرية ولم يكن لهما فائدة تذكر في الدفاع البحري. وبالتالي، وجدت حينها حاجة ملحة إلى دفاعات مناسبة لحماية السفن المعرضة للخطر والمرافق الشاطئية في الجزء العلوي من ميدواي.

### التشييد
صدر أمر بتشييد قلعة آبنور في عام 1559 من الملكة إليزابيث ومجلس الشورى الخاص بها. اختار ستة «أشخاص حياديين» موقعًا مقابل سانت ماري كريك في تشاتم، على مساحة 6 فدان (2.4 هكتار) من الأرض التي تعود ملكيتها لتوماس ديفينيش من فريندسبري. اشترى التاج الملكي هذه الأرض- ربما إلزاميًا – مقابل مبلغ 25 جنيه إسترليني. كُلّف المهندس العسكري السير ريتشارد لي بمهمة تصميم الحصن الجديد، لكن يبدو أنه كان مشغولًا تمامًا بالعمل على دفاعات بيرويك-آبون-تويد، فأنجز المشروع آخرون وفقًا لتصميماته. تولى نائبه همفري لوك دور المراقب والقائم بالمسح والنجار الرئيس، بينما أدار ريتشارد واتس، عمدة روتشستر السابق ومتعهد المواد الغذائية للبحرية، المشروع يومًا بيوم وتولى أمور المحاسبة. 
اختلف الشكل الأصلي للقلعة بشكل كبير عن شكلها اليوم. كان كل من وتر باسشين، على شكل سهم، والمواجه لميدواي، والكتلة الرئيسة خلفه، جزءًا من التصميم الأصلي. وجدت أيضًا أبراج في كل من طرفي واجهة المياه، على الرغم من استبدالها لاحقًا بأبراج ذات تصميم مختلف. أما البوابة والخندق المائي، فكانا إضافات لاحقة. هُدم عدد من المباني المهجورة في قلعة روتشستر وآيلسفورد وبوبلي لتوفير حجارة للقلعة. اكتمل الهيكل الرئيس بحلول عام 1564، لكن استغرق الأمر ثلاث سنوات أخرى وضخ أموال إضافية لإنهاء المشروع. وصلت التكلفة النهائية الإجمالية إلى 4349 جنيهًا إسترلينيًا.

### تحسينات وإصلاحات
تصاعدت التوترات بين إنجلترا البروتستانتية وإسبانيا الكاثوليكية خلال أواخر القرن السادس عشر، ما أدى في النهاية إلى الحرب الأنجلو-إسبانية غير المصرّح بها رسميًا والتي امتدت بين عامي 1604-1585. كانت إسبانيا في وضع قوي لشن هجوم على جنوب إنجلترا عبر أراضيها في هولندا وإسبانيا. قامت تحصينات جديدة على طول ميدواي، بما في ذلك سلسلة ممتدة عبر عرض النهر أسفل قلعة آبنور. أديرت القلعة نفسها بشكل سيئ، حتى ألقى اللورد الأدميرال تشارلز هوارد، إيرل نوتنغهام الأول، الضوء على هذا الجانب وأوصى بضرورة زيادة الحامية. مع حلول عام 1596، رابط في القلعة نحو 80 جنديًا، دُفع لكل واحد منهم 8 بنسات في اليوم (ما يعادل 6 جنيه إسترليني اليوم).
قادت المخاوف المستمرة من التوغل الإسباني، إلى تعزيز دفاعات القلعة بين عامي 1599-1601 بتحريض من السير جون ليفيسون. نُصب حاجز خشب على شكل رأس سهم أمام وتر باسشين لمنع أي محاولات إنزال هناك. حُفر خندق مُطوّق للقلعة بعمق 5.5 متر (18 قدم) وعرض 9.8 متر (32 قدم). أنشئت أبراج محيطة لحماية المعقل في موقع الأبراج الشمالية والجنوبية الحالية. رُفع مستوى المعقل نفسه وأضيف حاجز واقٍ مرتفع إلى حافته. بُنيت بوابة وبني جسر متحرك لحماية الجانب البري من القلعة.
سجلت دراسة استقصائية أجريت في عام 1603، أن قلعة آبنور امتلكت 20 مدفع من مختلف العيارات، بالإضافة إلى 11 مدفع آخر مقسمة بين متراسين أو تحصينين خارجيين، يعرفان باسم تحصينات باي ووارهام سكونز. اشتمل سلاح القلعة على مدفع ديمي-كانون و7 مدافع كالفرين و5 مدافع ديمي-كالفرين ومدفع مينيون ومدفع فالكونت ومدفع ساكر و4 مدافع فولرز مع غرفتين لكل منها. احتوى باي سكونس على 4 ديمي-كالفرين، بينما احتوى وارهام سكونس على 2 كالفرين و5 ديمي-كالفرين.